# CMRR
CMRR er akronymet for Common Mode Rejection Ratio og er et mål for evnen til at undertrykke støj. F.eks i en differensforstærker, enten med en operationsforstærker eller transistor opbygget, hvor der er en + og en – indgang til stede og som begge har ground/stel til fælles.
Altså skal der her forstås evnen til at undertrykke et udefrakommende signal i forhold til den fælles stel, heraf "common".
Differensforstærkeren som nævnes ovenfor har den fordel at den opsamlede/indstrålede støj, vil lægge sig i både den positive og den negative leder, i forhold til stel. Således vil denne støj blive udbalanceret og (undertrykt).
Dette princip bruges for eksempel ved koncerter, hvor sangeren står på scenen og synger ind i en mikrofon.
Signalet løber så via balancerede (XLR) kabler til en forstærker, sendes derefter ud midt på koncert pladsen til mikserpulten, bliver her blandet med andre instrumenters signaler, som ligeledes kom til mikseren via balancerede kabler. Det færdig-blandede signal sendes derefter op bag scenen til effektforstærkerne som skal forstærke det færdige signal til de store PA højttalere som så spiller for publikum.
Kablerne er tit lange, hvorved det er en stor fordel at bruge balancering, som undertrykker utrolig megen støj.